# Championnat d'Andorre de football de deuxième division
Le championnat d'Andorre de football D2 est une compétition annuelle de football disputée entre clubs andorrans.
Cette compétition est actuellement connue sous le nom de Segona Divisió et a été créée en 1999.

## Format de la compétition
À la date de la saison 2024-2025, le format est le suivant : chacune des six équipes participant au championnat s'affronte à deux reprises pour un total de dix matchs chacune. Les trois premiers s'affrontent dans une deuxième phase à deux reprises pour un total de quatre matchs chacun.
L'équipe championne est directement promue en Primera Divisió.
L'équipe vice-championne joue un match de barrage de promotion contre le neuvième de Primera Divisió.

## Palmarès
| Saison    | Champion                  |
| --------- | ------------------------- |
| 1999-2000 | FC Lusitanos              |
| 2000-2001 | FC Rànger's               |
| 2001-2002 | Racing d'Andorre          |
| 2002-2003 | UE Engordany              |
| 2003-2004 | AC d'Escaldes             |
| 2004-2005 | FC Santa Coloma B         |
| 2005-2006 | FC Encamp                 |
| 2006-2007 | Casa do Benfica           |
| 2007-2008 | FC Encamp                 |
| 2008-2009 | UE Santa Coloma           |
| 2009-2010 | Casa do Benfica           |
| 2010-2011 | FC Lusitanos B            |
| 2011-2012 | FC Encamp                 |
| 2012-2013 | FC Ordino                 |
| 2013-2014 | UE Engordany              |
| 2014-2015 | AC Penya Encarnada        |
| 2015-2016 | CE Jenlai                 |
| 2016-2017 | Inter Club d'Escaldes     |
| 2017-2018 | Futbol Club Ordino        |
| 2018-2019 | AC d'Escaldes             |
| 2019-2020 | Penya Encarnada d'Andorra |
| 2020-2021 | FC Ordino                 |
| 2021-2022 | Penya Encarnada d'Andorra |
| 2022-2023 | FC Pas de la Casa         |